# USS Nathan James
El USS Nathan James es un buque de guerra ficticio de la Armada de los Estados Unidos, utilizado como escenario de la novela post-apocalíptica de 1988 The Last Ship y la serie de televisión del mismo nombre.

## Desarrollo
El USS Nathan James (DDG-80) es un destructor basado en Noruega. El buque es el cabeza de serie de su clase y tiene una manga de 18 metros, un calado de 7,2 m y una longitud de 142 m y una velocidad nominal de 38 nudos (43,7 mph, 70,4 km / h). El número al final del número de casco que representa la posición del barco en la serie, mientras que las letras "DD" representan "Destructor" y "G" para "Misil guiado". El buque recibía su nombre en honor a un almirante (ficticio) de la Armada estadounidense, al cual se le concedió la Cruz de la Armada por sus acciones durante la batalla del golfo de Leyte en la Segunda Guerra Mundial. En contraste con el buque de la serie televisiva es de propulsión nuclear.

### Armas
Armado con dos sistemas de lanzamiento vertical Mk 41 de 61 celdas, el Nathan James lleva una carga útil de 28 misiles de crucero Tomahawk de ataque nuclear para cada Sistema de Lanzamiento Vertical, con un total de 56 misiles de crucero Tomahawk equipados con ojivas nucleares de 200 kilotones cada una.

## Serie de televisión
En la serie de televisión, el USS Nathan James, en lugar de ser el cabeza de serie de su clase como sucede en el libro, es un destructor de clase Arleigh Burke que tiene su base en la Estación Naval de Norfolk, en lugar de Noruega. Su número de casco es DDG-151, mientras que en el libro es DDG-80. Este cambio se hizo porque al USS Roosevelt, botado en 1999, se le asignó el código de casco DDG-80. En el piloto, "Fase Seis", se menciona que el USS Nathan James tiene una tripulación de 217. En el final de la temporada 2, "A Perfect Union", CDR Chandler menciona que hay 204 tripulantes en el Nathan James.
En el final de la temporada 2, "A Perfect Union", el Nathan James llega a San Luis, Misuri después de derrotar a los Inmunes y está programado para pasar los próximos meses en dique seco.
En "The Scott Effect", el capitán Slattery, CDR Garnett, CMC Jeter, LTJG Mason, Dr. Rios, GM2 Miller y SA Díaz son hechos prisioneros de un club nocturno vietnamita por piratas asiáticos. En "Shanzhai", CAPT Chandler, como oficial de rango, vuelve a tomar el mando del Nathan James y nombra al teniente Granderson para actuar como oficial ejecutivo sobre el teniente Cameron Burk, un teniente de mayor antigüedad quien tuvo el mando mientras el capitán Slattery estaba fuera del buque. Tras el rescate de los prisioneros de guerra en "Dog Day", El capitán Chandler devuelve el mando del barco al capitán Slattery.
El USS Halsey (DDG-97) es el buque que "interpreta" el papel del USS Nathan James en la serie televisiva. USS Halsey es un destructor de clase Arleigh Burke fligt IIA

### Tripulación

#### Bajo CDR Chandler (2014-2015)
Comandante Thomas W. "Tom" Chandler, USN (Eric Dane) - Comandante
Comandante Michael "Mike" Slattery, USN (Adam Baldwin) - Oficial Ejecutivo
Contramaestre Suboficial Russell "Russ" Jeter, USN (Charles Parnell) - Consejero Alistado Mayor
Teniente Comandante Andrea Garnett, USN (Fay Masterson) - Ingeniero Jefe
Teniente Comandante Barker, USN (KIA, 2015) (Jamison Haase) - Oficial de Acciones Tácticas; Asesinado durante el sitio del Nathan James
Teniente Daniel Joshua "Danny" Green, USN (Travis Van Winkle) - Líder de la Unidad de Guerra Naval de Montaña
Teniente Kara Foster, USN (Marissa Neitling) - Oficial de Acciones Tácticas (2015-2015); Exoficial del Centro de Información sobre el Combate (2014-2015)
Teniente Carlton Burk, USN (Jocko Sims) - Jefe de la visita, del consejo, de la búsqueda, y de los equipos de la incautación
Teniente John "Gator" Mejía, USN (Michael Curran-Dorsano) - Navegador
Teniente Alisha Granderson, USN (Christina Elmore) - Oficial de la cubierta
Teniente Ravit Bivas, IDF (KIA, 2015) (Inbar Lavi) - Miembro del Programa de Entrenamiento de Operaciones Conjuntas del Comando de Guerra Naval Especial de los Estados Unidos; Se unió a la tripulación en Norfolk; Muertos en acción durante el ataque a la plataforma petrolera
Teniente, grado júnior Andrew "Andy" Chung, USN (KIA, 2015) (Andy T. Tran) - Ingeniero; Muertos en acción durante el ataque a la plataforma petrolera
Alférez William "Will" Mason, USN (KIA, 2016) (Chris Sheffield) - Oficial de Sonar (2015-2015); Ex Funcionario de Comunicaciones (2014-2015)
Suboficial Mayor Lynn, USN (KIA, 2015) (Chris Marrs) - Ingeniero; Muertos en acción durante el ataque a la plataforma petrolera
Suboficial (E9) Wolf Taylor, RAN (Bren Foster) - Miembro del Programa de Entrenamiento de Operaciones Conjuntas del Comando de Guerra Naval Especial de los Estados Unidos; Se unió a la tripulación en Norfolk
Jefe del Cuerpo de Hospitales Ríos, USN (Maximiliano Hernández) -
Carl Nishioka, USN (Ben Cho) - Miembro del Centro de Información de Combate
Especialista Culinario Segunda Clase Bernie "Bacon" Cowley, USN (Amen Igbinosun) - Cocinero del barco
Suboficial de Segunda Clase Javier Cruz, USN (KIA, 2016) (Ness Bautista) - Miembro de los equipos de visita, junta, búsqueda y adquisición
Suboficial de la Tercera Clase Cossetti, USN (KIA, 2014) (Tommy Savas) - Miembro de la visita, del consejo, de la búsqueda, y de los equipos de la incautación
Técnico del Sistema de Turbinas de Gas Tercera Clase O'Connor, USN (Paul James)
Suboficial de la Tercera Clase Maya Gibson, USN (d. 2014) (Felisha Cooper) - Única víctima durante las pruebas humanas de la cura; CDR Chandler la nombra para la Cruz de la Marina
Seaman Miller, USN (Kevin Michael Martin) - Miembro de los equipos de visita, junta, búsqueda e incautación
Marinero [nota 1] Walker, USN (KIA, 2015) - Tripulante que murió en acción durante el ataque de la plataforma petrolera

#### Civiles
Dra. Rachel Scott, Ph.D. (KIA, 2015) (Rhona Mitra) - Paleomicrobiólogo
Dr. Quincy Tophet, Ph.D. (KIA, 2015) (Sam Spruell) - Paleomicrobiólogo; Muertos durante el asedio del Nathan James por los soldados de la policía del estado de Maryland de Amy Granderson
Tex Nolan (KIA, 2016) (John Pyper-Ferguson) - Contratista de seguridad privada; Miembro de los equipos de visita, junta, búsqueda e incautación
Bertrise (Hope Olaide Wilson) - Una joven jamaiquina rescatada por el Nathan James que tiene una inmunidad genética al virus
Kelly Tophet (Alice Coulthard) - La esposa del Dr. Tophet; Rescatados del cautiverio en la nave del Almirante Ruskov; Desembarcó en Norfolk
Ava Tophet (Jade Pettyjohn) - hija del Dr. Tophet; Rescatados del cautiverio en la nave del Almirante Ruskov; Desembarcó en Norfolk
Jed Chandler (KIA, 2016) (Bill Smitrovich) - padre del CDR Chandler; Desembarcó en Norfolk
Ashley Chandler (Grace Kaufman) - hija de CDR Chandler; Desembarcó en norfolk
Sam Chandler (Aidan Sussman) - hijo del CDR Chandler; Desembarcó en Norfolk
Presidente Jeffrey Michener (KIA, 2016) (Mark Moses) - El Presidente de los Estados Unidos que tiene una inmunidad genética al virus; Rescatado por el Nathan James de Sean Ramsey y el Immunes, y se unió a la tripulación en "Safe Zone".

#### Bajo CAPT Slattery (2016-Presente)
Capitán Michael "Mike" Slattery, USN (Adam Baldwin) - Comandante
Comandante Andrea Garnett, USN (Fay Masterson) - Oficial Ejecutivo
Comandante Maestro Suboficial Russell "Russ" Jeter, USN (Charles Parnell) - Consejero Alistado Mayor
Teniente Cameron Burk, USN (LaMonica Garrett) - Oficial de Acciones Tácticas
Teniente Daniel Joshua "Danny" Green, USN (Travis Van Winkle) - Líder de la Unidad de Guerra Naval de Montaña
Teniente Carlton Burk, USN (Jocko Sims) - Jefe de la visita, del consejo, de la búsqueda, y de los equipos de la incautación
Teniente John "Gator" Mejía, USN (Michael Curran-Dorsano) - Navegador
Teniente Alisha Granderson, USN (Christina Elmore) - Oficial de la cubierta
Teniente, grado menor William "Will" Mason, USN (KIA, 2016) (Chris Sheffield) - Funcionario de Sonar
Alférez Rios, USN (Maximiliano Hernández) - Jefe Médico
Jefe de Bomberos Carl Nishioka, USN (Ben Cho) - Miembro del Centro de Información de Combate
Suboficial de Primera Clase Javier Cruz, USN (KIA, 2016) (Ness Bautista) - Miembro de los equipos de visita, junta, búsqueda e incautación
Compañero de segunda clase Eric Miller, USN (Kevin Michael Martin) - Miembro de la visita, de la junta, de la búsqueda, y de los equipos de la incautación
Aprendiz de marinero Ray Díaz, USN (Adam Irigoyen) - Miembro de la visita, junta, búsqueda y equipos de aseguramiento

### Medallas y condecoraciones
Las siguientes son las medallas y premios de servicio representados en el USS Nathan James:
- Lema de la Unidad Meritoria Cinta Militar
- Cinta de la marina E
- Guerra Global contra el Terrorismo Expeditionary Military Ribbon
- Servicio de Guerra Mundial contra el Terrorismo
- Despliegue del servicio del mar de la marina de guerra Cinta militar